# 埋蔵電力
埋蔵電力（まいぞうでんりょく）とは、企業などの自家発電施設による発電能力の最大規模から、自家消費する電力を除いた余剰電力。2011年の東日本大震災に関連した電力不足問題において、当時の首相である菅直人などが関心を示したが、燃料コストや送電網など複数の問題があり容易には利用できないと考えられている。
企業などの自家発電の余剰分という定義のほか、旧一般電気事業者（および旧卸電気事業者）以外の発電能力の余剰と説明される場合があり、旧特定規模電気事業者が埋蔵電力として説明される場合もあるが、明確には定義されていない。
2011年7月4日の経済産業省の松永和夫事務次官（当時）の菅直人への回答によれば180万kWが使用可能であり、2011年7月に経済産業省が自家発電設備を保有する企業に行ったアンケートによれば「売電済み」と「売電可」を合計して452万kWであった（原子力発電所1基の発電量は約100万kW）。

## 菅直人の指示による経済産業省の調査
日本の自家発電設備の出力合計は2010年9月末時点で原発40～50基分に相当する6035万kWであり、5割が東北・関東地方に集中する。石油コンビナートや製鉄所など大量に電力を消費する施設では、大型の発電設備を備えるケースが多い。
東日本大震災に関連した電力不足問題において、当時の首相であった菅直人が2011年6月末ごろから急に埋蔵電力に強い関心を示したとされる。7月7日には、衆議院予算委員会で菅直人が、自家発電がどの程度稼動可能かを点検するよう経済産業省へ指示したと述べた。しかし、経済産業省の松永和夫事務次官（当時）によれば埋蔵電力は180万kWしか使えず、菅の期待よりも低い値であった。

## 埋蔵電力の利用の問題点
自家発電の多くは重油や石炭を燃料とする火力設備で、老朽化が進み安定運転が難しいものもある。燃料コストが高い、燃料の調達ができないなどの問題も挙げられている。また、自家発電施設から電力会社に送電する設備の設置が必要であり、さらに大手電力の送電網を自由に安価なコストで利用できる措置も必要である。電力価格の高騰を招くとも指摘されている。
これらの問題点から、日本経済新聞は2011年7月に「一時的な電力不足を乗り切る目的なら効果はあるものの、石油価格が上昇する局面での長期利用は電力価格の高騰を招き、二酸化炭素（CO2）の排出量も増える」と主張している。また、京都大学の藤井聡は2011年6月に「埋蔵電力をどれだけかき集めても十分量を確保することが不可能であることはいずれも否定しがたい真実だ」と主張している。三菱東京UFJ銀行（当時）経済調査室は2011年7月に「安全性やコスト、規模などの点から見て完全に原子力発電を代替し得るものなのか、定かではない」としている。2012年に東京大学の岩船由美子は「都合の良い埋蔵電力は存在しない」と主張した。
2013年に国際環境経済研究所は「震災直後に一部で期待が高まった「埋蔵電力」はカラ振りであった」と主張した。

## 埋蔵電力を利用できるとする主張
埋蔵電力の利用は困難であるとする主張が多いが、埋蔵電力で電力不足が解消できるとする主張も存在した。
2011年に、民主党の川内博史衆議院議員（当時）及び民主党関係者は、経済産業省が「原発再稼働をしないと夏の電力需要を乗り切るのは難しい」という「電力ないない神話」によって海江田万里を洗脳していると主張し、埋蔵電力についての議論を歓迎した。しかし、実際には2011年の夏期には全国的に電力確保に苦しむことになった。
2012年に、民主党の橋本勉衆議院議員（当時）は「原発事故を機に大企業の工場が自家発電を増やしていることは広く知られているのに、いまだに考慮されていない。それで『電力が足りない』と繰り返し主張するのは全く説得力がありません。再稼働のために、それを妨げる数字を出したくないだけではないか」と主張した。
電力市場の自由化および発送電分離によって埋蔵電力の利用が促進されるという主張もなされた。2016年には電力小売全面自由化、2020年には発送電分離が実施され、小売電気事業者が増加し余剰電力の売買も活発化した。しかし、電力自由化に起因した発電設備を持つ大手電力の収益力の悪化、それに伴う火力発電所の減少、発送電分離による供給責任の不透明化と情報連携不足などにより、電力供給の脆弱性を高めるという指摘もある。実際に、2021年の電力需要ひっ迫に対しては電力自由化が一因であるとの指摘もなされている。

## 原子力発電所の必要性に関する議論
2011年には、埋蔵電力を利用しなくても発電能力は足りているという意見もみられた。2011年の報道では、元慶應義塾大学助教授の藤田祐幸の調査によれば、1965年以降では電力会社の火力発電と水力発電の発電能力だけで十分に足り、発電能力を超えた需要は一度たりとも発生しておらず、原発が必要であるとする根拠はないとしている。また、京都大学原子炉実験所助教の小出裕章は2011年4月の講演で日本の発電能力は余っていると述べた。
一方で、京都大学の藤井聡は2011年6月に「原発を止めるなら火力発電を増やさざるを得ない」と主張し、電気料金の値上がりや外国からの燃料の輸入の増加を指摘した。
実際には、2011年6月には原子力発電所の再稼働の遅れにより、被災地とは遠い西日本においても中国電力以外では電力確保に苦しむことになった。2011年の夏期には、関西電力が夏季に原子力発電所の停止による影響などを理由に15％の節電を要請した。2012年夏期には関西電力、九州電力、北海道電力、四国電力において電力需給のひっ迫が見込まれ、計画停電が検討された他に、火力発電所の利用の増加による電気料金の上昇も指摘された。
また、2022年3月に初めて電力需給ひっ迫警報が発令された際には、原子力発電所の多くが停止していることが原因の1つとされた。ただしウクライナ侵攻の影響による液化天然ガスの不足や、火力発電所の休廃止も原因として挙げられている。